# Gymnázium Ostrava-Zábřeh
Gymnázium Ostrava-Zábřeh (oficiální název: Gymnázium, Ostrava-Zábřeh, Volgogradská 6a, příspěvková organizace) je gymnázium, jehož zřizovatelem je Moravskoslezský kraj. Historie školy se datuje od 1. září 1957, na své současné adrese sídlí od roku 1969. Ve školském rejstříku má škola registrovány studijní obory Gymnázium – všeobecné čtyřleté (79-41-K/401) i osmileté (79-41-K/801), avšak od roku 2001 otevírá pouze třídy osmiletého studijního cyklu denní formy studia.

## Úspěchy studentů
Studenti školy se pravidelně umisťují na nejvyšších příčkách krajských i celostátních kol odborných soutěží a olympiád. Nejvýraznějších úspěchů dosáhli studenti školy v chemické a astronomické olympiádě, kdy se stali členy reprezentace ČR v mezinárodním kole.
- 2007 – Petr Juřík – Mezinárodní chemická olympiáda – bronzová medaile
- 2016 – Jaromír Mielec – Mezinárodní astronomická olympiáda – bronzová medaile
- 2017 – Jaromír Mielec, Radomír Mielec – Mezinárodní astronomická olympiáda
- 2019 – Josef Knápek – Mezinárodní astronomická olympiáda – bronzová medaile

## Oktavián
Oktavián je školní časopis vydávaný od roku 1995. Ve svých počátcích se zaměřoval na vydařené slohové práce studentů. Jeho mottem je tvořit časopis „studenty pro studenty" a toho se redakce drží. Různorodost časopisu zajišťuje redakce tvořená skupinkou studentů s různými zájmy a z odlišných ročníků. V současné době[kdy?] redakci tvoří přibližně 12 členů.
Oktavián nyní[kdy?] vychází jako měsíčník. Redaktoři se pravidelně scházejí a vždy se snaží přijít s novými nápady, které by časopis posunuly dále. Od roku 2015 Oktavián prošel výraznými grafickými změnami, a to hlavně z hlediska sjednocení některých prvků, jako například obsahu nebo číslování stránek a vytvoření loga Oktavián.
Náplní časopisu jsou nejen články z různých rubrik, jako jsou například Aktuality ze školy, Kultura, Názor nebo třeba rubrika Z různých barelů, ale i články méně tradiční. Velmi čtivou součástí časopisu je Duel, ve kterém vždy proti sobě soutěží ve vědomostních otázkách učitel a žák. Pro většinu studentů jsou nejzajímavější rubrikou Perlyčky, ve kterých jsou zmiňovány úsměvné momenty ze školních lavic. Nápadité texty jsou doplňovány fotkami, které zasílají sami redaktoři a vztahují se k článkům. Každé číslo našeho školního časopisu má svého průvodce. Jedná se o studenta či skupinu studentů, kteří se pro dané číslo nechají nafotit.
Oktavián zaznamenal několik úspěchů na soutěžích o nejlepší středoškolský časopis Moravskoslezského kraje a získal i ocenění na celostátní úrovni.

## Ředitelé
- 1957–1958 Josef Hrbáč
- 1958–1970 Antonín Tichý
- 1970–1985 PhDr. Zdeněk Mácha
- 1985–1987 Jaroslav Horník
- 1987–1990 PhDr. Hana Pohlídalová
- 1990–1992 RNDr. Jiří Chmela
- 1992–1993 RNDr. Helena Pětvalská
- 1993–2000 RNDr. Miroslav Haluzík
- 2000–2021 RNDr. Jiří Chmela
- od roku 2021 Mgr. Vít Schindler

## Absolventi
Z jejich řad se rekrutovalo několik známých osobností – za mnohé jmenujme Jiřího Pekárka, dlouholetého předsedu České stomatologické komory, Zdenku Němečkovou Crkvenjaš, přednostku Kliniky popáleninové medicíny a rekonstrukční chirurgie FN Ostrava, Leopolda Plevu, primáře Traumatologického centra FN Ostrava a dlouholetého člena České společnosti pro úrazovou chirurgim, Dagmar Molendovou, primářku oddělení klinické onkologie Městské nemocnice Ostrava a bývalou poslankyni za ODS, bývalé poslance Parlamentu ČR za ČSSD Jaromíra Chalupu a Adama Rykalu nebo populárního zpěváka a moderátora Bořka Slezáčka nebo Jiřího Sedláčka, známého herce a moderátora.